# San Giuliano del Sannio
San Giuliano del Sannio is een gemeente in de Italiaanse provincie Campobasso (regio Molise) en telt 1081 inwoners (31-12-2004). De oppervlakte bedraagt 23,9 km², de bevolkingsdichtheid is 45 inwoners per km².

## Demografie
San Giuliano del Sannio telt ongeveer 435 huishoudens. Het aantal inwoners daalde in de periode 1991-2001 met 13,3% volgens cijfers uit de tienjaarlijkse volkstellingen van ISTAT.
| Jaar | Inwoneraantal |
| ---- | ------------- |
| 1991 | 1241          |
| 2001 | 1076          |

## Geografie
San Giuliano del Sannio grenst aan de volgende gemeenten: Cercepiccola, Guardiaregia, Mirabello Sannitico, Sepino, Vinchiaturo.